# Signal Spam
Signal Spam est une association loi de 1901 qui regroupe plusieurs acteurs français et internationaux concernés par la lutte contre le spam, qu'il s'agisse des pouvoirs publics ou des professionnels de l'internet, dans le but de fédérer les efforts de tous dans ce domaine.
L'association est fondée en novembre 2005 grâce aux travaux de la plateforme de concertation publique-privée pilotée par la direction générale des Médias et des Industries culturelles (rattachée au ministère de la Culture et de la Communication).
Signal Spam permet aux internautes de signaler tout ce qu'ils considèrent être un spam dans leur messagerie. Les signalements sont ensuite assignés aux autorités publiques ou aux professionnels concernés pour entreprendre les mesures nécessaires.
Signal Spam est mandaté par la CNIL pour recueillir des signalements des internautes et lui transférer les informations nécessaires permettant de procéder à des contrôles.

## Objectifs de l'association
L'association a pour objet la lutte contre les abus sur les messageries, notamment le spam (courrier électronique non sollicité) et ses effets, auprès des utilisateurs et des professionnels, en France comme à l'international.
Elle conduit toutes les actions nécessaires à la réalisation de cet objet, et plus particulièrement :
- la définition, la mise en œuvre et le suivi d'un système de traitement informatisé des spams signalés par les utilisateurs de l'internet ;
- l'analyse, le classement et le transfert des signalements reçus dans la perspective d'alertes, d'actions de médiation comme de transmission aux autorités chargées du traitement des plaintes en matière de spam ;
- l'information du public sur les moyens de lutte contre les spams ;
- la contribution aux actions engagées par les pouvoirs publics au niveau international en matière de lutte contre le spam ;
- la formulation de recommandations, prises après consultation et concertation des autorités compétentes, aux pouvoirs publics comme aux représentants des acteurs et utilisateurs du courrier électronique.

## Dispositif
Signal Spam met à disposition des internautes des modules de signalement pour les navigateurs Web (Chrome, Firefox, Safari et Opera) ou les logiciels de messagerie (mail.app pour macOS, Thunderbird et Outlook pour Windows)[source secondaire souhaitée].
Sous la forme d'un bouton dans lequel figure un hibou, le module permet de signaler :
- un e-mail, lorsqu'il est perçu comme un spam par l'internaute ;
- une URL, lorsque l'internaute estime que la page sur laquelle il navigue est dangereuse.

Ces signalements permettent à Signal Spam de constituer des listes d'adresses IP utilisées pour envoyer du spam. Ces listes sont consultables par les fournisseurs d'accès à internet partenaires de Signal Spam, afin que ces dernières puissent bloquer le plus rapidement possible un canal de diffusion de spam ou signaler à l'un de leurs clients que leur accès à internet est corrompu et utilisé pour envoyer du spam. De ce point de vue, Signal Spam offre le même service que des entreprises comme spamhaus ou surbl[source secondaire souhaitée], avec cette différence que Signal Spam est une entité associative d'une part et qu'elle associe le public et le privé d'autre part.
Ces signalement permettent également d'indiquer aux diffuseurs de contenus publicitaires par mail que l'internaute qui a cliqué sur le bouton de signalement ne souhaite plus recevoir ce contenu.

### Lutte contre l'hameçonnage
Les modules de signalement de Signal Spam intègrent également une fonction de protection contre l'hameçonnage (phishing)[source secondaire souhaitée] : tout e-mail ou URL malveillante signalé par des internautes et référencé par Signal Spam ne pourra être affiché sans que l'internaute soit averti du risque encouru.
S'il s'agit d'une page hébergeant une tentative d'hameçonnage ou une arnaque, l'URL sera placée sur une liste noire et bloquée rapidement pour tous les utilisateurs de Signal Spam, et dans un délai propre à chaque navigateur pour le reste des internautes. Une demande de retrait peut également être faite auprès de l'hébergeur du contenu. 
Les membres de l'association (autorité publique ou entreprise) peuvent également alimenter la liste noire avec les URL identifiées et qualifiées ciblant leur marque, pour une action centralisée et rapide[source secondaire souhaitée].

## Membres et partenaires (2021)
Les acteurs concernés par la lutte contre le spam sont présents dans l'association : la CNIL, la Police nationale, la Gendarmerie nationale, les fournisseurs d'accès internet (FAI), expéditeurs de messages, hébergeurs, éditeurs de solution de sécurité (contre le spam, l'hameçonnage, les botnets, etc.).
En 2021, Signal Spam compte parmi ses membres les entités suivantes (la liste complète des membres de Signal Spam est disponible sur le site web de l'association):

### Membres actifs

#### Entreprises privées[4]
- La Poste
- Orange
- Société française du radiotéléphone - SFR
- Groupe SeLoger
- Leboncoin
- OVH
- Scaleway
- Brevo
- ChapVision
- Gandi
- Vade

#### Autorités publiques[5]
- Commission nationale de l'informatique et des libertés (CNIL)
- Police nationale
- Gendarmerie nationale
- Préfecture de police
- Autorité des marchés financiers (AMF)
- Cybermalveillance.gouv.fr (GIP ACYMA)
- Office central de lutte contre la criminalité liée aux technologies de l'information et de la communication (OCLCTIC)
- Ministère des Finances - Direction générale de la concurrence, de la consommation et de la répression des fraudes (DGCCRF)
- FranceConnect
- Caisse nationale de l'assurance maladie (CNAM)

#### Organisations professionnelles
- DMA France
- ECO - Certified Senders Alliance (en) (CSA)
- M3AAWG
- Centre expert contre la cybercriminalité français (CECyF)

### Anciens membres
- Assemblée des chambres françaises de commerce et d'industrie (ACFCI)
- Association des fournisseurs d'accès et de services internet (AFA)
- Association française des opérateurs mobiles (Afom)
- April[6] jusqu'en avril 2008[7]
- Business Software Alliance (BSA)
- Club informatique des grandes entreprises françaises (Cigref)
- Fédération des entreprises de ventes à distance (Fevad)
- Union des annonceurs (UDA)
- Microsoft
- Banque de France
- Centre d'expertise gouvernemental de réponse et de traitement des attaques informatiques (CERTA, aujourd'hui CERT-FR)
- Direction du développement des médias (DDM)
- Ministère de l'Industrie – Direction générale des entreprises (DGE)
- Ministère de la Justice
- Forum des droits sur l'internet

## Controverses
Début 2008, un rapport réalisé par des députés révèle que le dispositif « n'est pas à la hauteur des enjeux », prenant un exemple en 2007 durant lequel une personne était chargée de trier 4 millions de signalements.
Fin 2008 l'efficacité de la plateforme est mise en doute par l'April, qui s'en retire en 2008.
En 2014, une démonstration technique laisse dubitatif sur l'efficacité de la plateforme.
En 2025, il vaut mieux déconseiller l'utilisation de cet outil: plusieurs cas de spams invasifs ont été signalés peu après l'inscription à ce site. Par ailleurs, faute sans doute d'un personnel suffisant, il n 'y a plus aucun suivi des remarques qui peuvent être faites par les utilisateurs. Le dispositif n'est pas du tout à la hauteur des enjeux et, comble de l'ironie, sa base de mails a sans doute été piratée par des spammeurs.[réf. souhaitée]

## Culture
Le spam via messagerie électronique étant à l'origine à destinée publicitaire, il peut être intéressant de se pencher sur ce mouvement social :